# 皮軟珊瑚科
皮軟珊瑚科（學名:Briareidae）是鈣軸硬珊瑚目底下的的一個科。

## 下级分类
本科包括以下属：
- 皮軟珊瑚屬 Briareum Blainville, 1834